# Alsek
Alsek je řeka v Severní Americe. Vzniká soutokem zdrojnic Dezadeash a Kaskawulsh na území kanadského národního parku Kluane v pohoří svatého Eliáše, protéká kanadským teritoriem Yukon, provincií Britská Kolumbie a americkým státem Aljaška, kde se nedaleko Yakutatu vlévá do Dry Bay, výběžku Aljašského zálivu. Je dlouhá 250 km (386 km včetně nejdelší zdrojnice). Hlavním přítokem je Tatshenshini. Řeka je napájena především vodou z tajících ledovců, pod horou Mount Fairweather vytváří jezero Alsek, dlouhé 10 km a široké 6 km. 
Název řeky pochází z výrazu Aalseix̱', který v jazyce domorodých Tlingitů znamená „místo odpočinku“. Její tok zmapoval jako první v roce 1852 ruský cestovatel Michail Dmitrijevič Těbeňkov. V jejích vodách žije losos nerka a losos kisuč, zalesněné břehy obývá medvěd grizzly, ovce aljašská a wapiti. Řeka Alsek je vyhledávána vodáky, kteří ji sjíždějí na raftu nebo kajaku. Nejnebezpečnějším úsekem je Turnback Canyon, kterým dokázal proplout až v roce 1971 Walt Blackadar. Turistům slouží přistávací dráha v Dry Bay. 
Povodí řeky je součástí lokality Světového dědictví nazvané Kluane / Wrangell–St. Elias / Glacier Bay / Tatshenshini-Alsek. V roce 1986 byl Alsek zapsán mezi řeky tvořící kanadské národní dědictví.
V roce 2016 bylo oznámeno, že v důsledku klimatických změn začala voda z ledovce Kaskalwush Glacier téct do Alseku místo do řeky Slims.